# Lynn Ahrens
Lynn Ahrens (Nova Iorque, 1 de outubro de 1948) é uma escritora e letrista estadunidense. Ela ganhou o Tony Award, Drama Desk Award e Outer Critics Circle Award pelo musical Ragtime.

## Prêmios e indicações
Oscar 1998
1. Melhor Canção Original por Anastasia (indicada)
2. Melhor Trilha Sonora - Comédia por Anastasia (indicada)

Emmys 1980
1. Melhor Série Infantil por H.E.L.P! - Dr. Henry's Emergency Lessons for People (venceu)

Golden Globes 1998
1. Globo de Ouro de melhor canção original por Anastasia (pelas canções Journey To The Past e Once Upon a December) (indicada)

Grammys 2019
1. Melhor Álbum de Teatro Musical por Once On This Island (indicada)

Prêmio Tony 1998
1. Melhor Trilha Sonora Original por Ragtime (venceu)